# Église Saint-Georges d'Yvetot-Bocage
Pour les articles homonymes, voir Église Saint-Georges.
L'église Saint-Georges, dédiée à Georges de Lydda, est une église catholique située à Yvetot-Bocage, dans le département français de la Manche et la région Normandie.

## Architecture
Le portail du XVe siècle, précédé d'un porche dont la voûte repose sur des culots sculptés aux symboles des évangélistes, donne dans une nef unique à voûte en berceau brisé, entièrement reconstruite au XVIIIe siècle. L'intérieur est rythmé par les quatre travées marquées par des arcs doubleaux et par les ouvertures encadrées par des arcs surbaissés reposant sur des piliers cruciformes engagés. Il existe également deux chapelles latérales de profondeur différentes, qui dateraient de 1645.
Reposant sur des colonnes gothiques, l'arc triomphal restauré au XVIIe siècle ou XVIIIe siècle s'ouvre sur un chœur à chevet plat, partie la plus ancienne puisque construite durant la première moitié du XIIIe siècle, d'après celui de la cathédrale de Coutances. Il est composé de deux travées aux voûtes sexpartites et aux colonnettes à chapiteaux végétaux dont l'une a été modifiée (colonnettes coupées et fenêtres bouchées) pour l'ouverture d'arcades de style gothique flamboyant sur les chapelles latérales. Le chevet est percé de trois baies.
Le clocher à toit en bâtière est collé à la seconde travée du chœur. Son accès se fait par un escalier à vis abrité dans une tourelle carrée adjacente.

## Protections

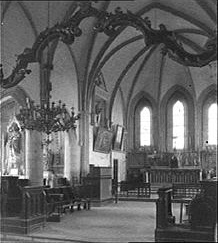
Chœur de l'église.

L'édifice est classé au titre des monuments historiques depuis le 27 décembre 1973.
Plusieurs mobiliers sont également classés au titre des monuments historiques : 
- une statue du XVIe siècle de la Vierge à l'Enfant en bois polychrome, recouvert d'un badigeon, classée le 27 février 1926[3]
- la chaire à prêcher des XVIIe et XIXe siècles, composée d'une cuve en calcaire sculpté et un ensemble abat-voix et couronnement en bois sculpté, peint et doré, classée le 21 janvier 1981[4]
- une statue de saint Laurent (84 cm) provenant de la Cour d'Yvetot, classée le 21 janvier 1981[5].
- une statue en pierre calcaire ou en terre cuite, représentant sainte Catherine d'Alexandrie. Datant de la seconde moitié du XVIe siècle, elle aurait été offerte par Catherine de Médicis à Antoine de La Luthumière, et classée le 21 janvier 1981[6].
- la poutre de gloire en bois sculpté, peint et doré et son Christ en bois polychrome, classée le 21 janvier 1981[7].
- un coffret (9,5 cm de largeur et de hauteur, 4,5 cm de profondeur), renfermant trois ampoules aux saintes huiles, réalisé en argent en 1784 par l'orfèvre Hugues Le Forestier, et classé le 21 janvier 1981[8].

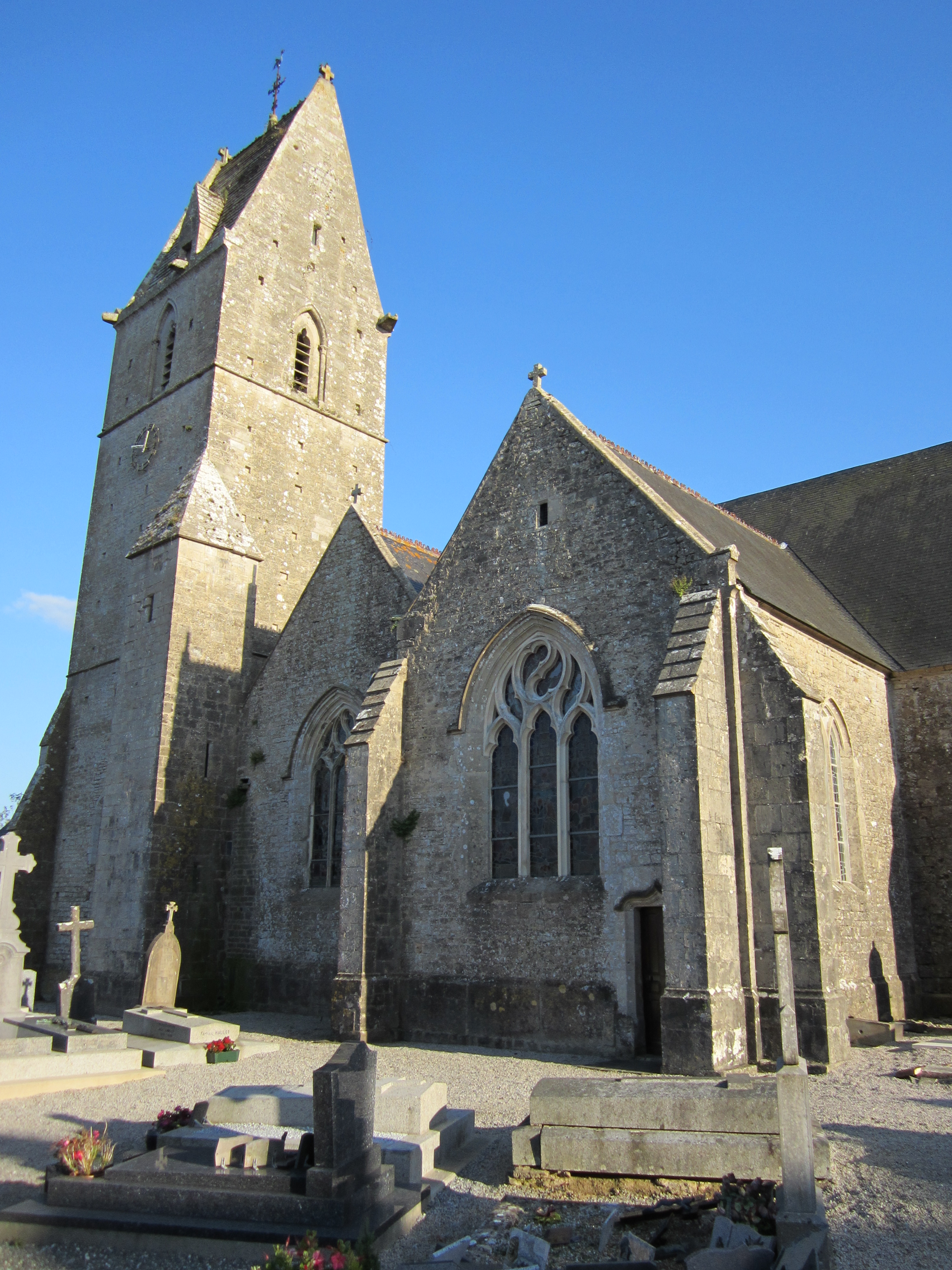
Clocher.
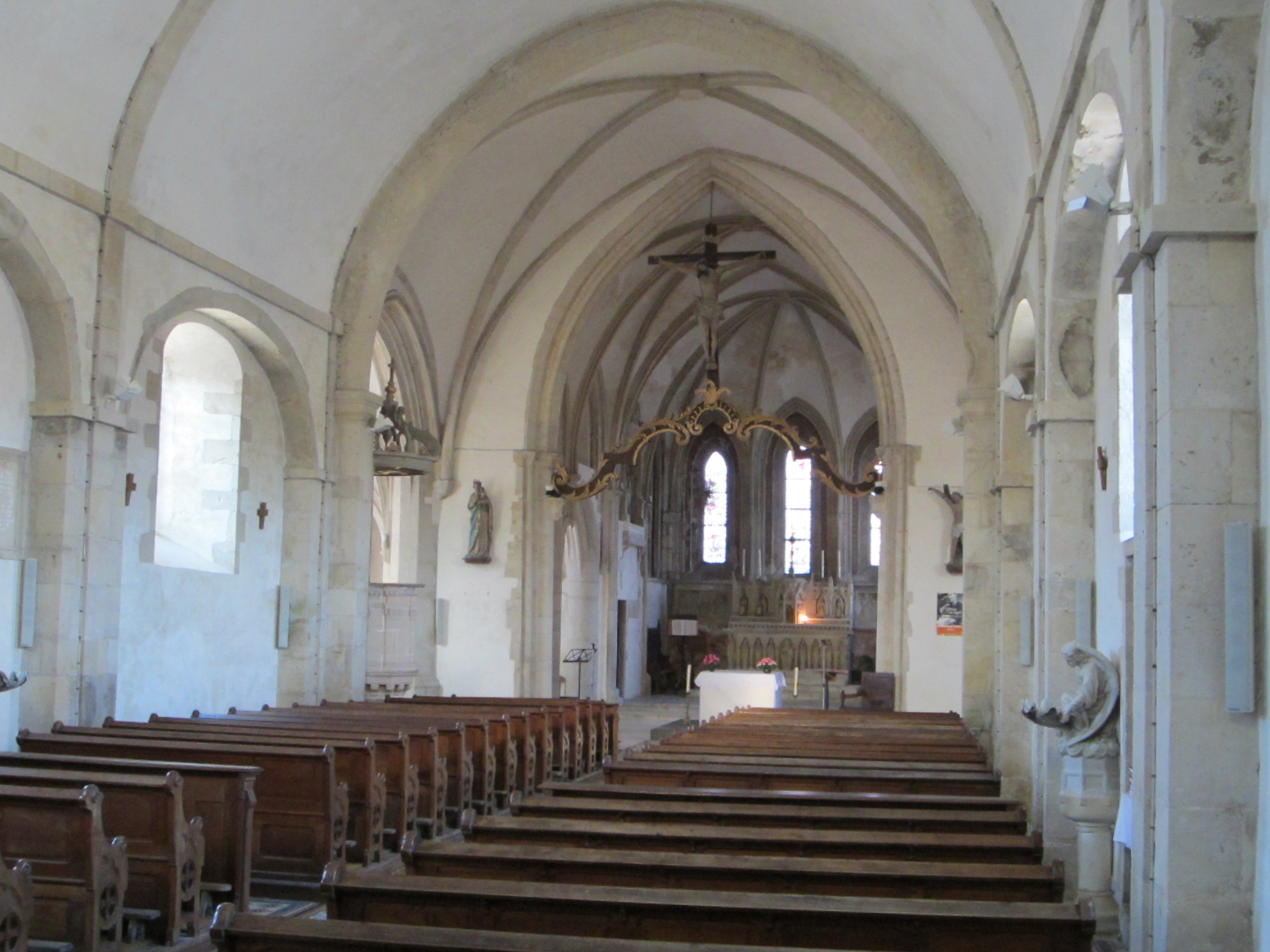
Nef.
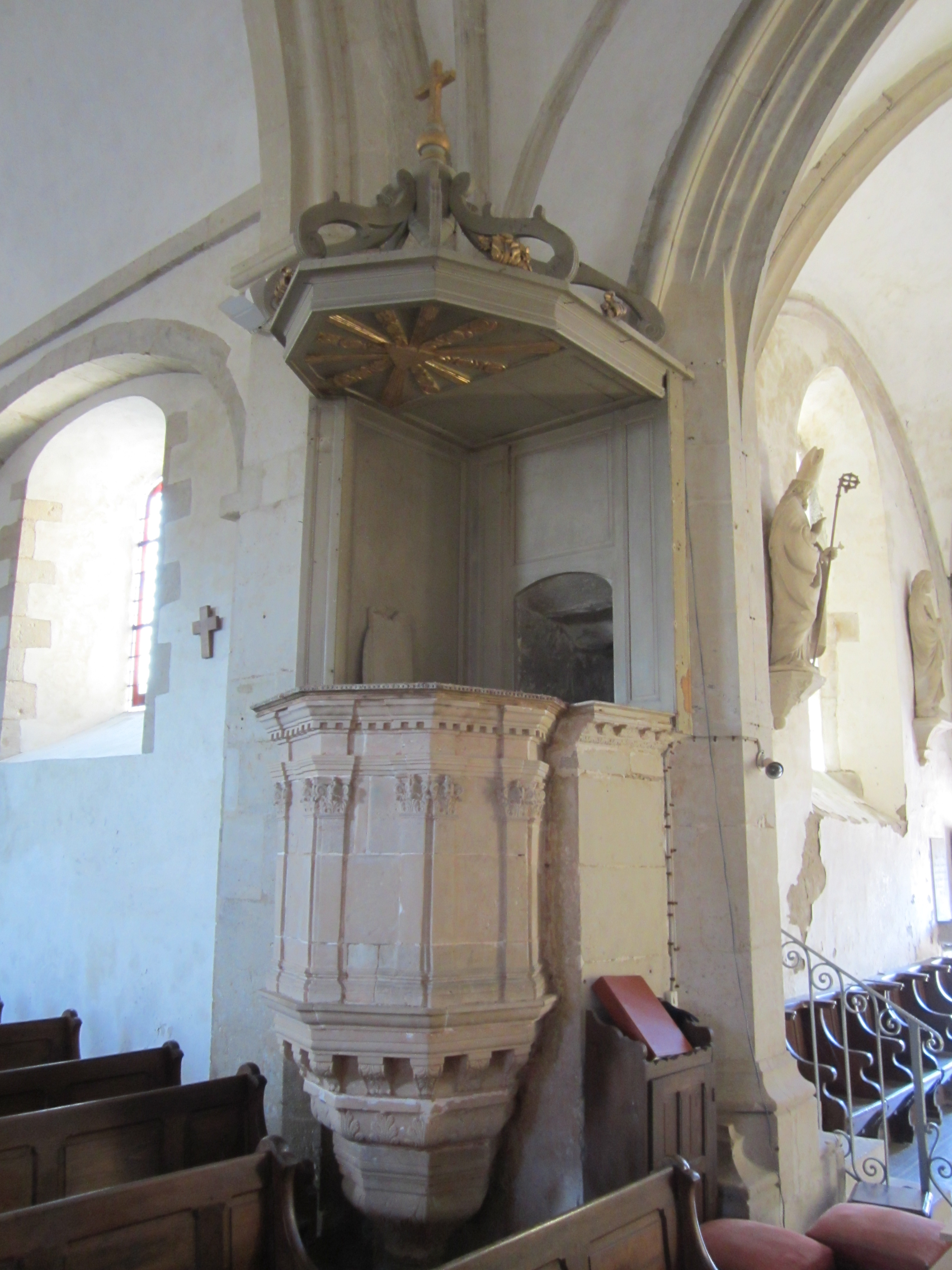
Chaire à prêcher.
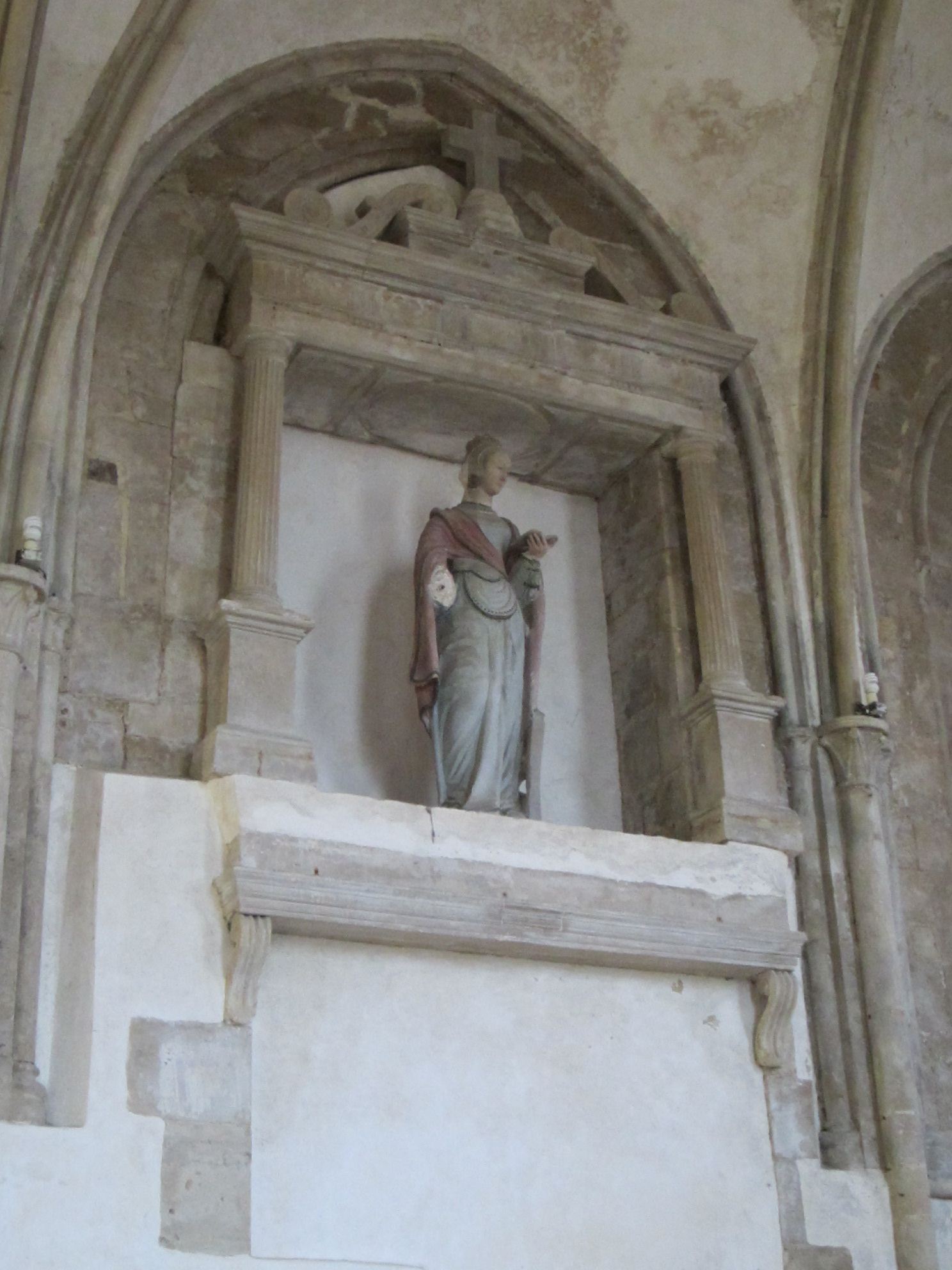
Statue de sainte Catherine.